# Matt Besler
Matthew Scott „Matt“ Besler (* 11. Februar 1987 in Overland Park, Kansas) ist ein US-amerikanischer Fußballspieler.

## Verein

### College
Besler spielte ab 2005 College-Soccer an der University of Notre Dame in South Bend, Indiana. Mit Notre Dame konnte er vier Mal in Folge in die NCAA Championship einziehen, 2006 und 2007 kam erst im Viertelfinale des Turniers das Aus.

### Major League Soccer
Besler wurde im MLS SuperDraft 2009 in der ersten Runde vom damals noch unter Kansas City Wizards auftretenden Verein gedraftet. Seinen ersten Einsatz absolvierte er am 28. März 2009 gegen die Colorado Rapids.
2011 wurde Besler per Fanwahl ins MLS All-Star Game gewählt, 2012 konnte er mit Sporting den Lamar Hunt U.S. Open Cup gewinnen und wurde er von der MLS zum Verteidiger des Jahres und in die Mannschaft des Jahres gewählt. In der Saison 2013 folgte der Gewinn des MLS Cup ebenfalls mit Sporting Kansas City.
Am Ende der Saison 2020 wurde der Vertrag von Besler nicht verlängert. Daraufhin wurde er am 6. Januar 2021 vom Austin FC verpflichtet.

## Nationalmannschaft
Nach einem kurzen Gastspiel in der U-20 machte Besler sein Debüt bei der Nationalmannschaft am 29. Jänner 2013 gegen Kanada. Obwohl Besler zuerst nicht im Kader für den CONCACAF Gold Cup 2013 vorgesehen war, wurde er nach der Gruppenphase nachnominiert. Im Finale gewannen die USA gegen Panama mit 1:0, Besler spielte von Beginn an durch.
Am 22. Mai 2014 wurde Besler von Trainer Jürgen Klinsmann in den WM-Kader für die Fußball-Weltmeisterschaft 2014 nominiert.

## Privat
Sein jüngerer Bruder, Nick Besler, spielt bei den Portland Timbers.